# Evangelische Kirche (Giebelstadt)

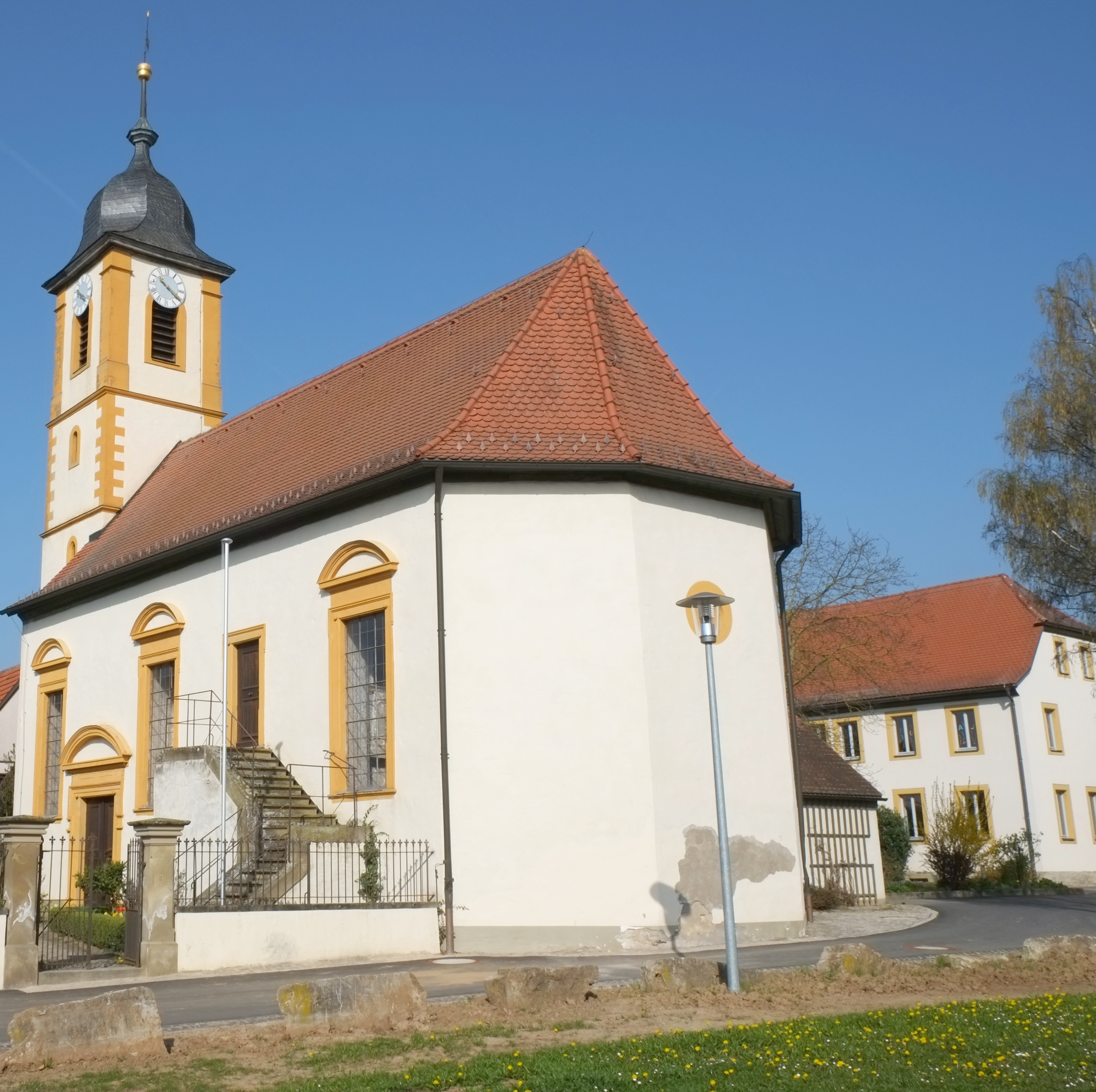
Evangelische Kirche in Giebelstadt

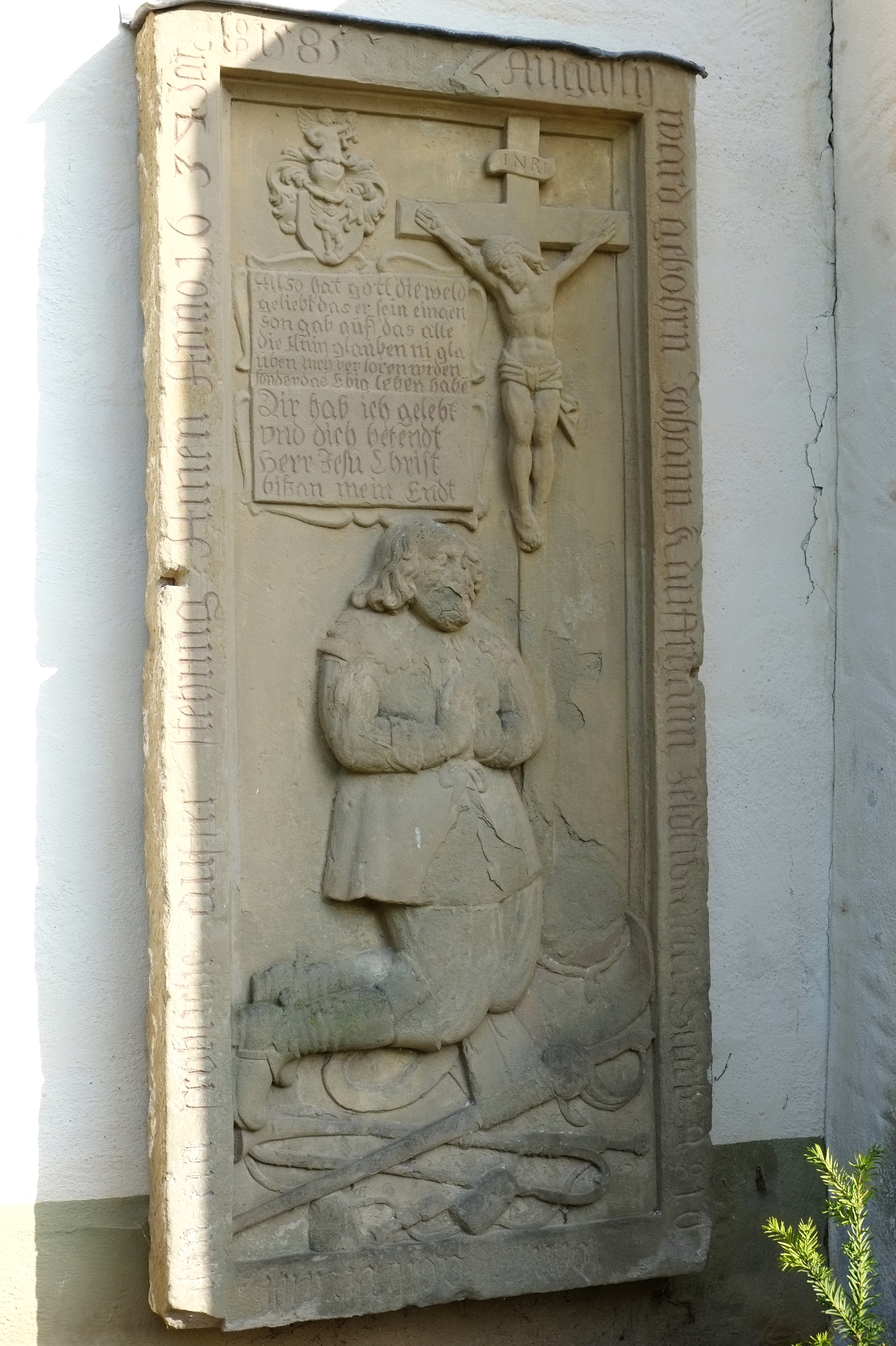
Epitaph an der Außenmauer

Die Evangelische Kirche in Giebelstadt, einer Marktgemeinde im unterfränkischen Landkreis Würzburg in Bayern, ist eine Kirche der Pfarrei Giebelstadt–Herchsheim. Die Kirche mit der Adresse Obere Kirchgasse 8 ist ein geschütztes Baudenkmal.
Die Kirche stammt im Kern aus dem 16. Jahrhundert und wurde im 18. Jahrhundert verändert.

## Beschreibung und Ausstattung
Es handelt sich um einen Saalbau mit Westturm und Dreiachtelchor. Der Kirchturm hat eine Zwiebelhaube und rundbogige Schallfenster.
Von der Kirchenausstattung sind der Altar (um 1600) und die Kanzel (Anfang 17. Jahrhundert) mit Mosesträger im Stil der Renaissance hervorzuheben. Ein großes Epitaph ist der Amalie von Zobel († 1606) gewidmet.